# Kate Morton

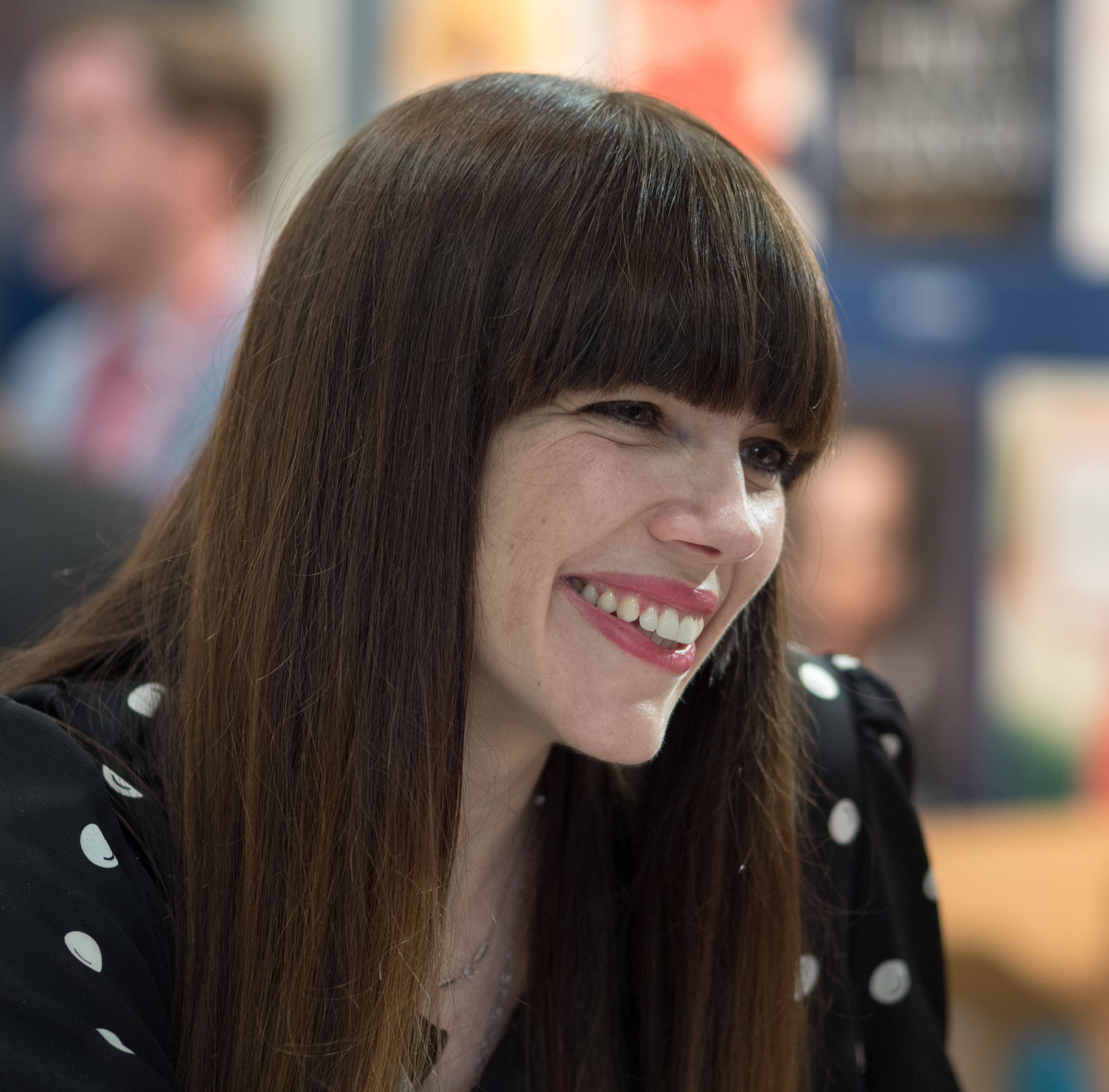
Kate Morton (2018)

Kate Morton (* 1976 in Berri) ist eine australische Schriftstellerin. Sie zählt zu den international erfolgreichsten Romanautorinnen, ihre Werke standen mehrfach an der Spitze der Bestsellerliste der New York Times.

## Leben und Werk
Morton wuchs in den Bergen im Südosten von Queensland auf und ist die älteste von drei Schwestern. Ihre Schulzeit verbrachte sie unter anderem in Tamborine Mountain. Morton studierte Literatur- und Kunstgeschichte am Londoner Trinity College und schloss mit Auszeichnung in englischer Literatur die University of Queensland ab. Für ihren Master beschäftigte sie sich mit der Literatur des viktorianischen Zeitalters.
Zunächst wollte Morton Schauspielerin werden, entschied sich dann aber für die Schriftstellerei. Nachdem ihre ersten Manuskripte kein Interesse fanden, gelang Morton 2006 mit „The Shifting Fog“ (in Großbritannien: „The House at Riverton“; deutsch: „Das geheime Spiel“) der Durchbruch. Der Roman wurde in 25 Sprachen übersetzt und zum Beispiel für den British Book Award nominiert. Er erhielt durchweg Kritiken internationaler Medien, zum Beispiel bezeichnete People das Buch als „stunning debut“ („umwerfendes Debüt“). Im deutschsprachigen Raum stand das Taschenbuch für insgesamt 59 Wochen auf der Bestsellerliste des Spiegel in der Kategorie Belletristik.
Morton veröffentlichte mit „The Forgotten Garden“ („Der verborgene Garten“) und „The Distant Hours“ („Die fernen Stunden“) zwei weitere Romane, die ebenfalls zum Bestseller wurden. Beide Werke folgen einem ähnlichen Motiv wie „The Shifting Fog“ („Das geheime Spiel“): Die Bücher handeln von Geheimnissen, die erst viele Jahre später aufgedeckt werden. Der vierte Roman der Autorin trägt den Titel „The Secret Keeper“ („Die verlorenen Spuren“). Beobachter lobten im Bezug darauf vor allem die „einprägsame Erzählkunst“, die das Verborgene, Geheime oder Verlorene „raffiniert verpackt“. Der Titel stieg auf dem achten Platz der Bestsellerliste der New York Times ein und war damit der erste Hardcover-Bestseller der Autorin. Ihr fünfter Roman „The Lake House“ erschien im Oktober 2015 auf Englisch und im Februar 2016 unter dem deutschen Titel „Das Seehaus“. Morton spürt darin erneut alten Familienkatastrophen bis in die heutige Zeit nach.
Im Roman von 2018 „The Clockmaker’s Daughter“ („Die Tochter des Uhrmachers“) erzählt Morton von einer Archivarin, die im Archiv einen Zufallsfund macht, der sie persönlich berührt und die nun versucht, diesen Spuren zu folgen.
Insgesamt wurden Mortons Bücher bisher in 34 Sprachen übersetzt und erschienen in 42 Ländern. Sie lebt mit ihrem Mann und ihren Kindern in London.

## Auszeichnungen
Australian Book Industry Awards
- 2007: „General Fiction Book of the Year“ für „The Shifting Fog“[22]
- 2009: „General Fiction Book of the Year“ der für „The Forgotten Garden“[22]
- 2011: „General Fiction Book of the Year“ der für „The Distant Hours“[22]
- 2013: „General Fiction Book of the Year“ der für „The Secret Keeper“[22]

## Werke
- Das geheime Spiel. Diana, München 2007, ISBN 978-3-453-29031-0 (englisch: The Shifting Fog bzw. The House at Riverton.).
- Der verborgene Garten. Diana, München 2009, ISBN 978-3-453-29063-1 (englisch: The Forgotten Garden.).
- Die fernen Stunden. Diana, München 2010, ISBN 978-3-453-29094-5 (englisch: The Distant Hours.).
- Die verlorenen Spuren. Diana, München 2013, ISBN 978-3-453-29100-3 (englisch: The Secret Keeper.).
- Das Seehaus. Diana, München 2016, ISBN 978-3-453-29137-9 (englisch: The Lake House.).
- Die Tochter des Uhrmachers. Diana, München 2018, ISBN 978-3-453-29138-6 (englisch: The Clockmaker's Daughter.).
- Heimwärts. Heyne, München 2023, ISBN 978-3-453-27425-9 (englisch: Homecoming.).